# Marat Izmaylov
Marat Nailevich Izmailov ou Marat ulı İzmaylev - respetivamente, em russo, Марат Наилевич Измайлов e, no cirílico tártaro, Марат Наил улы Измаилев (Moscou, 21 de setembro de 1982) - é um ex-futebolista russo de etnia tártara. Conhecido entre os adeptos como "Is My Love", que possui a mesma pronúncia de seu sobrenome,
Izmailov representou a Rússia no Campeonato do Mundo de 2002 e em dois Campeonatos Europeus (2004 e 2012).

## Carreira
Iniciou a carreira no Lokomotiv Moscou em 2000. Participou da conquista dos dois primeiros campeonatos nacionais do clube, a Liga Premier Russa de 2002 e 2004 (quebrando uma série de títulos do rival Spartak Moscou). Em 2007, foi emprestado ao Sporting Clube de Portugal tendo no ano seguinte sido adquirido por €4,5 milhões.
Jogou no Sporting quase 150 jogos mas as inúmeras lesões que teve afastaram-no do relvado. Na abertura do mercado saiu do clube de Alvalade em direcção aos dragões.
Marat Izmaylov possui um grande fã clube no Brasil dedicado a si e presidido por Anderson Luiz Coradin.

### FC Porto
A 7 de janeiro de 2013, depois de passar nos exames médicos, Izmailov juntou-se ao FC Porto, com Miguel Lopes a seguir na direcção contrária.
Miguel Lopes assinou por 5 anos e meio, Izmailov assinou por 2 anos e meio.
O jogador encontrava-se desaparecido desde 18 de Setembro de 2013. Apareceu em Janeiro de 2014, tendo sido emprestado ao F.C.Gabala, do Azerbeijão, pelo F.C.Porto.

## Títulos
Lokomotiv Moscovo
- Campeonato Russo: 2002, 2004
- Supercopa da Rússia: 2003, 2005
- Copa da Rússia: 2000–01, 2006–07

Sporting
- Taça de Portugal: 2007–08
- Supertaça de Portugal: 2007, 2008

FC Porto
- Primeira Liga: 2012–13